# Serrà d'Oviedo
Serrà d'Oviedo, Serranus o Seranus fou un bisbe d'Oviedo, com a mínim entre 852 i 858. És venerat com a sant per l'Església catòlica.
No s'ha de confondre amb sant Asturi Serrà, bisbe de Toledo les restes del qual són a Oviedo.

## Biografia
Historiadors medievals, amb poc fonament, van dir que era natural del llinatge dels Sierra. Trobem el seu nom en documents que testimonien que va succeir Gomel com a bisbe. En el primer d'ells, el rei Ordoni I d'Astúries, en 852, rep una donació dels bisbes Severí i Ariulf, el monestir de Santa María de Hiermo. Després hi ha testimonis de diverses donacions del rei Ordoni I d'Astúries i la reina Múnia, entre elles, en 858, la de San Miguel de Lillo, al mont Naranco o la meitat dels impostos per l'entrada de mercaderies a la ciutat.
No en sabem res més. Fins al bisbat d'Hermenegild, el 881, hi ha una llacuna documental que no permet saber quan va morir. Podria haver estat el bisbe present a la coronació d'Alfons III d'Astúries, però no en tenim cap prova.

## Veneració
A la Cambra Santa de la Catedral d'Oviedo es conserva una arca amb la inscripció Sanctus Serranus. Durant temps, es va pensar que contenia les seves relíquies i que, per tant, havia estat tingut per sant. Això no obstant, sembla més probable que siguin les de sant Asturi de Toledo, anomenat Asturi Serrà, les restes del qual foren portades a Oviedo en 717 amb les de Sant Julià de Toledo, les restes del qual són en una arca similar.
El martirologi el celebra el dia 29 de gener.